# استیو باستونی
استیو باستونی (انگلیسی: Steve Bastoni؛ زادهٔ ۴ مارس ۱۹۶۶) بازیگر ایتالیایی‌تبار اهل استرالیا است. وی از سال ۱۹۷۶ میلادی تاکنون مشغول فعالیت بوده‌است.
از فیلم‌ها یا برنامه‌های تلویزیونی که وی در آن نقش داشته‌است، می‌توان به گرما، بارگذاری مجدد ماتریکس، مکبث، دریفت، پوکر فیس، مأموران مخفی پلیس، همسایگان، هاوایی فایو-زیرو، ونت ورت و آب‌شناس اشاره کرد.